# 98 (число)
98 (девяносто восемь) — натуральное число между 97 и 99.

## В математике
- 98 -  чётное число
- 98 - двузначное число
- 98 -  недостаточное число
- 98 -  одиозное число
- Квадрат числа 98 - 9604
- Наименьшее из чисел, пять первых кратных которого содержат цифру 9.
- Число 98 равно сумме четвёртых степеней единицы, двойки и тройки

## В науке
- Атомный номер калифорния.

## В других областях
- 98 год; 98 год до н. э., 1998 год.
- 98 день в году — 8 апреля (в високосный год — 7 апреля)
- ASCII-код символа «b».
- 98 — Код ГИБДД-ГАИ Санкт-Петербурга.
- Операционная система Windows 98.
- 98 мм — максимальный диаметр цилиндров в двигателе Формулы-1.
- 98 °F — нормальная температура тела человека по шкале Фаренгейта при измерении в подмышечной области; соответствует 36,6°C. В странах, где пользуются шкалой Фаренгейта — США и Белизе, нормальной температурой принято считать 98,6 °F, что обусловлено тем, что там температуру принято измерять в полости рта.
- NanOP98
- bitlovv_98